# ARGUS (Verkehrsverein)
Die Arbeitsgemeinschaft umweltfreundlicher Stadtverkehr (ARGUS) ist ein Verkehrsclub für Radfahrer in Österreich mit Sitz in Wien-Wieden. Sie wurde 1979 gegründet und fördert die Sanfte Mobilität.
Der Verein ist als Interessenvertretung von Radfahrern in einigen österreichischen Städten insbesondere in der Verkehrspolitik aktiv und hat etwa 5000 Mitglieder (Stand: 2006).
Mitglieder erhalten 4-mal jährlich die Zeitschrift Drahtesel. Die Mitgliedschaft schließt Versicherungen für Rechtsschutz und Haftpflicht als nichtmotorisierter Verkehrsteilnehmer ein; Versicherungen gegen Fahrraddiebstahl werden vermittelt. Seit etwa 2004 wird eine Haftpflichtversicherung für Inlineskaten angeboten.
Der Verein ist über den Dachverband RADLOBBY Österreich Mitglied in der European Cyclists’ Federation (ECF).
Die Event Company organisiert seit vielen Jahren für die ARGUS das seit 1999 stattfindende ARGUS Bikefestival am Rathausplatz in Wien, nach Eigenaussage „Europas größtes Fahrradfestival“. Dazu gehört seit 2011 auch die RADpaRADe, die anfangs einmal, nunmehr zweimal um den Ring gefahren wird.
Seit langer Zeit kooperieren mehr oder weniger selbständige Organisationen, Gruppen oder Aktive insbesondere in den anderen Hauptstädten und größeren Städten der anderen Bundesländer mit ARGUS in Wien. Zum Zweck der Koordination und Vereinigung wurde 2013 RADLOBBY Österreich und eine einheitliche Webpräsenz radlobby.at gegründet.